# Bündnispolitik Otto von Bismarcks

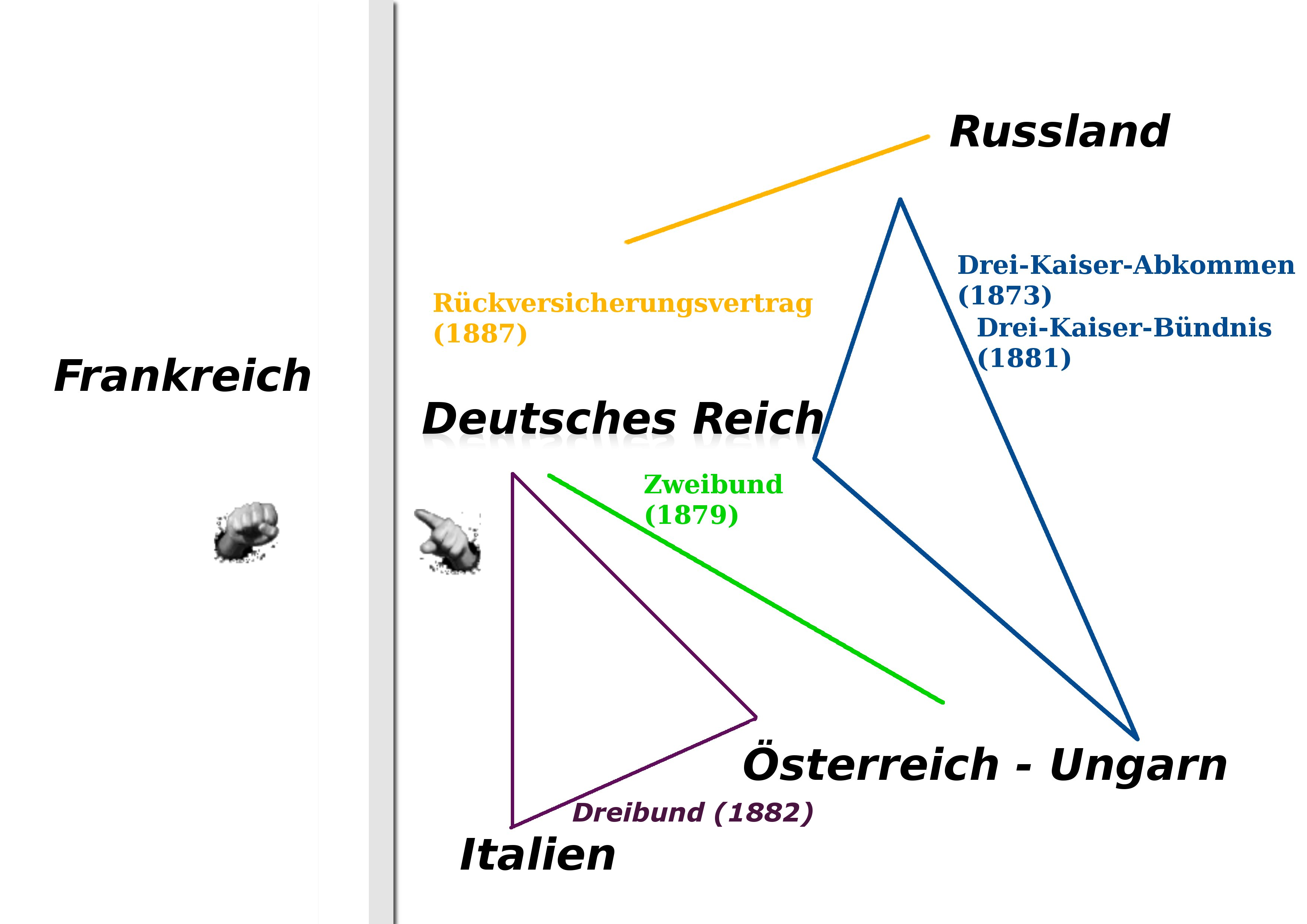
Bündnispolitik Bismarcks
(ab 1887 Rückversicherungsvertrag statt Dreikaiserbund, daneben Mittelmeerentente Österreich-Ungarn, Großbritannien, Italien, Spanien)

Bündnispolitik Otto von Bismarcks ist die Bezeichnung für die Außenpolitik des deutschen Reichskanzlers Bismarck seit 1871, nachdem der Krieg gegen Frankreich als letzter der drei Reichseinigungskriege zur Gründung des Deutschen Reichs geführt hatte.
Mit der erfolgreichen Nationalstaatsbildung hatten sich die Rahmenbedingungen der bismarckschen Außenpolitik grundlegend verändert. Mit dem Deutschen Reich war eine neue europäische Großmacht durch kriegerische Expansion des Königreichs Preußen entstanden. Bismarck erkannte, dass Europa die Furcht vor weiterer deutscher Expansion genommen werden musste, und er erklärte das Reich für saturiert, d. h. Deutschland sah von weiteren Gebietsansprüchen ab. Bestätigt wurde dies durch einen Adressentwurf, der dem Reichstag im März 1871 zur Verabschiedung vorgelegt wurde. Demnach war das „neue Reich [...] dem selbsteigenen Geiste des Volkes entsprungen, welches, nur zur Abwehr gerüstet, unwandelbar den Werken des Friedens ergeben ist. [...] Die Tage der Einmischung in das innere Leben andrer Völker werden, so hoffen wir, unter keinem Vorwand und in keiner Form wiederkehren“. Mit Hilfe von Bündnissen sollte der Kriegsfall möglichst ausgeschlossen werden.
Bildhaft wird Bismarcks Außenpolitik oft als Spiel mit den fünf Kugeln bezeichnet, wobei die Kugeln die europäischen Großmächte symbolisieren sollen, mit denen Bismarck Deutschland jeweils verbinden wollte, ohne sich zu fest an eine von ihnen zu binden.

## Anfänge
Nach dem Sieg über Frankreich im Jahr 1871 wollte Bismarck das Deutsche Reich außenpolitisch absichern und Frankreich isolieren. Unter den europäischen Staaten bestand die Sorge, das Deutsche Reich wollte weiter expandieren. Bismarck versuchte, diese Befürchtung durch strategische Bündnisse aus dem Weg zu räumen.

## Dreikaiserabkommen

### Dreikaisertreffen

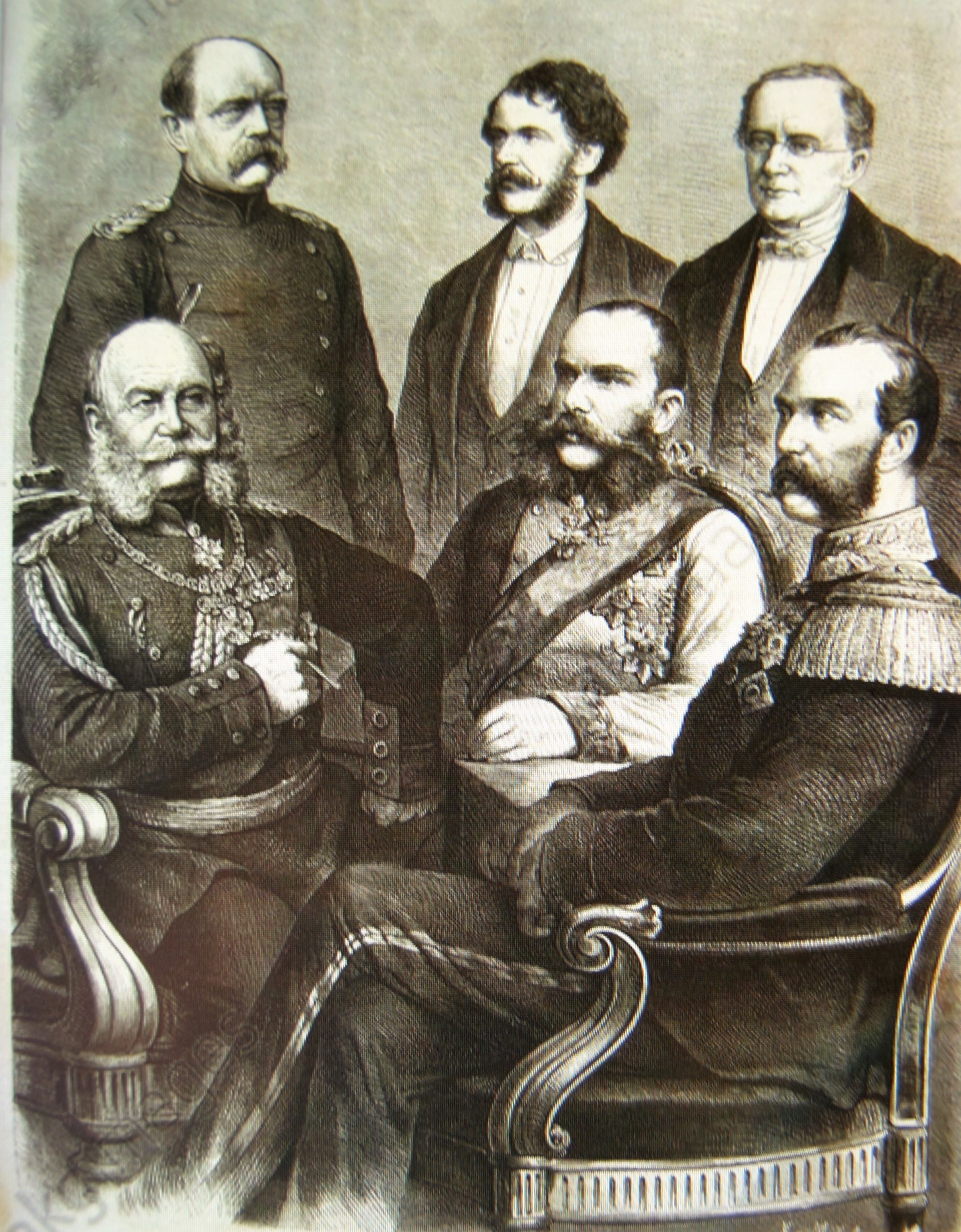
Dreikaisertreffen im Antilopenhaus in Berlin vom 5. September bis 11. September 1872. Von links nach rechts sitzend: Wilhelm I., Franz Joseph I. und Alexander II. Von links nach rechts stehend: Bismarck, Andrássy und Gortschakow.

Bismarcks erster Schritt in diese Richtung war das Dreikaiserabkommen zwischen Österreich-Ungarn, Russland und dem Deutschen Reich. Dieses Abkommen wurde auf dem Dreikaisertreffen in Berlin vorbereitet. Die Gastgeber Wilhelm I. und Bismarck begrüßten in der jungen Reichshauptstadt Zar Alexander II. von Russland begleitet von Kanzler Gortschakow und den österreichischen Kaiser Franz Joseph I. begleitet von seinem Außenminister Andrássy. Für Bismarck war das System der Ordnung auf monarchischer Grundlage durch die Idee der sozialen Republik gefährdet. Deshalb war es wichtig, dass die drei Staaten eine engere Zusammenarbeit vereinbarten.

### Militärkonvention zwischen Russland und dem Deutschen Reich
Ende April 1873 reiste Bismarck zusammen mit Kaiser Wilhelm I. und Generalfeldmarschall von Moltke nach Sankt Petersburg. Sie erreichten am 6. Mai den Abschluss einer deutsch-russischen Militärkonvention mit Zar Alexander II. Sie sicherten sich gegenseitig für den Fall, dass eine der beiden Monarchien Opfer eines militärischen Angriffs seitens einer dritten Macht wird, eine Truppenunterstützung mit einer Hilfsarmee der Größe 200.000 zu. Im Zusatzprotokoll, das Moltke und der russische Generalfeldmarschall von Berg unterschrieben hatten, wurde vereinbart, dass für die Lebensmittel- und medizinische Versorgung dieser Hilfsarmee diejenige Seite zuständig ist, die Hilfe bekommt.
Bismarck betrachtete diese Konvention nur dann als gültig, wenn ihr auch die Donaumonarchie beitritt. Damit sollte Österreich-Ungarn von einem Bündnis mit den Westmächten abgehalten werden.

### Schönbrunner Konvention zwischen Russland und Österreich-Ungarn
Daraufhin fuhren Alexander II. und Gortschakow im Juni 1873 nach Wien, wo sie sich mit Franz Joseph I. und Andrássy trafen. Am 6. Juni unterschrieben Alexander II. und Franz Joseph I. in Schloss Schönbrunn in Wien eine Konvention über Zusammenarbeit zwischen Russland und Österreich-Ungarn. Dabei verpflichteten sich das Zarenreich und die Donaumonarchie zur friedlichen Beilegung von Konflikten und zu einer gemeinsamen Haltung bei europäischen Auseinandersetzungen.

### Abschluss des Abkommens

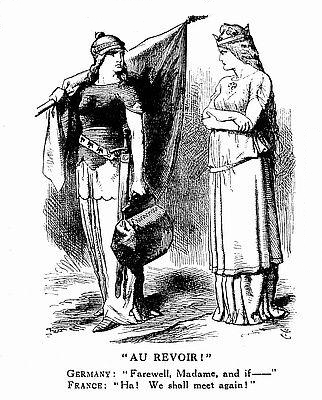
Deutschland: «Wir verabschieden uns, Madame und wenn…».
Frankreich: «Ha! Wir treffen uns wieder!»
Karikatur in Punch 1874

Der Abschluss des Dreikaiserabkommens erfolgte am 22. Oktober 1873 ebenfalls in Schloss Schönbrunn. Die drei Monarchien verpflichteten sich wie in den Konventionen vereinbart zu gegenseitiger Verständigung im Falle militärischer Angriffe sowie zu solidarischer Hilfe bei revolutionären Unruhen. Darüber hinaus sollte der europäische Frieden gegen alle Erschütterungen verteidigt werden. Tatsächlich hatte das Abkommen zu Frieden und Stabilität in ganz Europa beigetragen. Von deutscher Seite sollte damit aber vor allem Russland von einem Bündnis mit Frankreich abgehalten werden. Dies erschien Bismarck entscheidend, um einen Zweifrontenkrieg zu vermeiden.

### Krieg-in-Sicht-Krise
Ein solcher Zweifrontenkrieg wurde angesichts des Verhaltens Russlands und Großbritanniens gegenüber einem drohenden deutschen Präventivschlag gegen Frankreich während der Krieg-in-Sicht-Krise 1875 ein realistisches Szenario. Gortschakow kam 1875 nach Berlin und machte Bismarck klar, dass im Falle eines deutschen Überfalls auf Frankreich Russland diesmal trotz des Dreikaiserabkommens Frankreich militärisch zu Hilfe eilen würde.

### Kissinger Diktat
Bismarck erkannte, dass gegenseitige Verständigung im Falle militärischer Angriffe alleine nicht ausreicht, und hatte sich fest vorgenommen, das Deutsche Reich, Russland und Österreich-Ungarn zu gegenseitiger Neutralität zu verpflichten. Dieses Ziel erreichte er aber erst im Jahre 1881, als der Dreikaiserbund geschlossen wurde.
Aus den Erkenntnissen dieser Krise ergab sich eine Verschiebung des außenpolitischen Schwerpunkts auf die Diplomatie. Im Kissinger Diktat formulierte Bismarck 1877 als Ziel eine politische Gesamtsituation, „in welcher alle Mächte außer Frankreich unser bedürfen und von Koalitionen gegen uns durch ihre Beziehungen zueinander nach Möglichkeit abgehalten werden“.

## Berliner Kongress

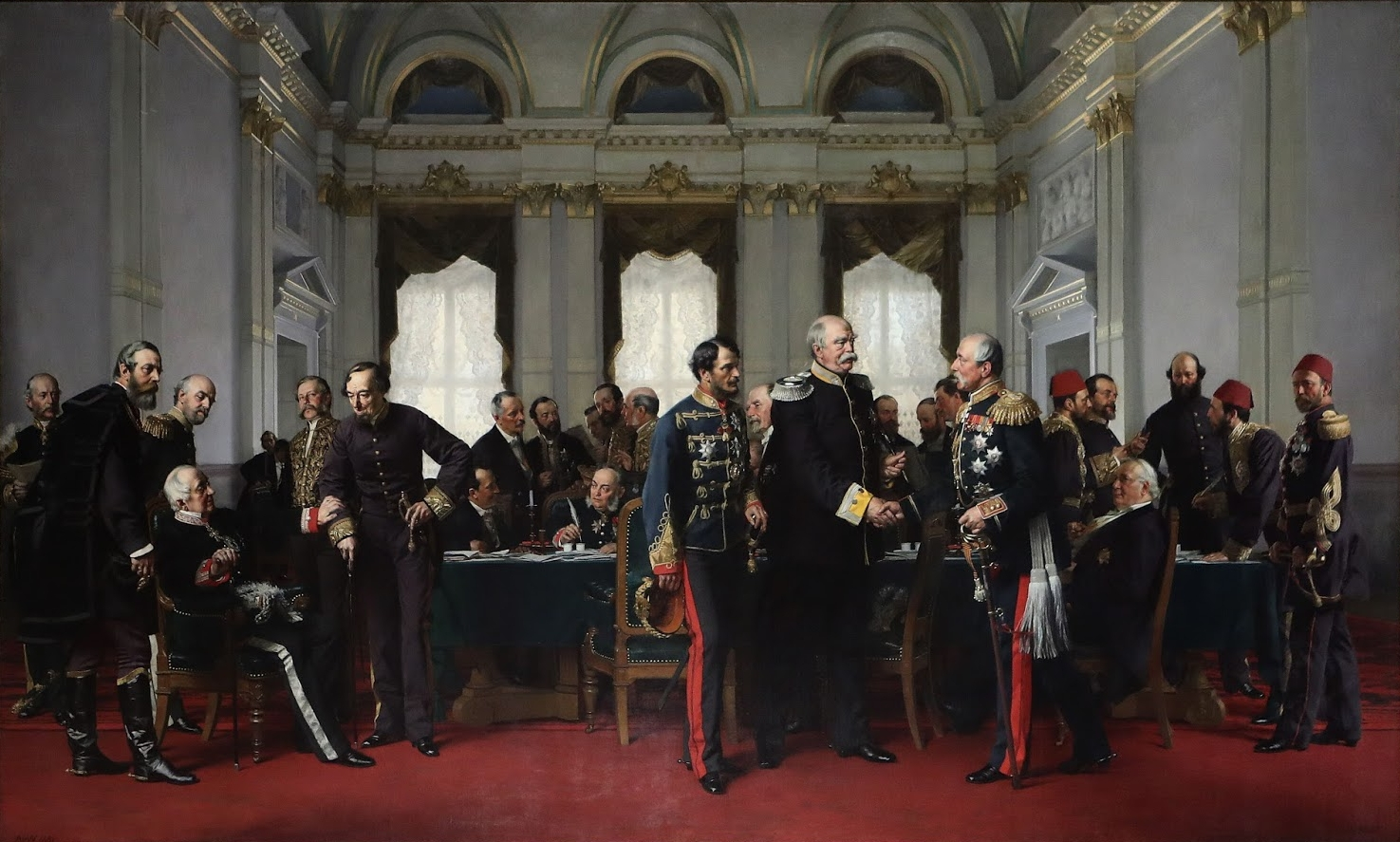
Schlusssitzung des Berliner Kongresses (Gemälde von Anton von Werner, 1881). Bismarck (vorn mittig) zwischen dem österreichisch-ungarischen Außenminister Andrássy (links) und dem russischen Botschafter Schuwalow (rechts).

Im Februar 1878 erklärte sich Bismarck dazu bereit, als „ehrlicher Makler“ den Friedensverhandlungen zwischen den streitenden Parteien des aus der 1875 begonnenen Balkankrise entstandenen Russisch-Türkischen-Krieges vorzusitzen.
Diese Verhandlungen, Berliner Kongress genannt, fanden Mitte 1878 auf Initiative des russischen Diplomaten Pjotr Andrejewitsch Schuwalow in Deutschland statt, weil das Deutsche Kaiserreich auf dem Balkan vermeintlich kein eigenes Interesse verfolgte, „welches auch nur [...] die gesunden Knochen eines einzigen pommerschen Musketiers wert wäre“, wie Bismarck in seiner Reichstagsrede am 5. Dezember 1876 geäußert hatte. Damit erschien Deutschland allen beteiligten europäischen Mächten als Vermittler geeignet.

## Gleichgewichtspolitik

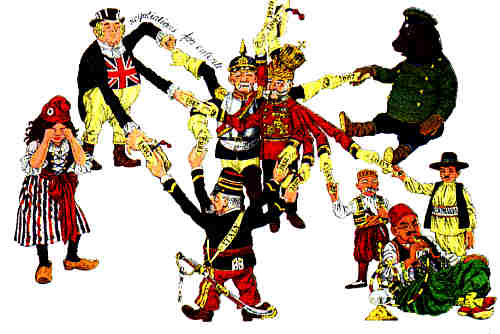
Karikaturistische Darstellung der Bündnispolitik Bismarcks: Alle Großmächte sind mit Deutschland verbunden, nur Frankreich (verkörpert durch Marianne) bleibt außen vor.

Gemäß der neuen Politik wollte Bismarck auf dem Berliner Kongress die Grundlagen der Gleichgewichtspolitik legen. Allerdings fiel es zunächst schwer, Russland in diese Politik einzubinden, da Russland trotz des siegreichen Krieges als Ergebnis des Berliner Kongresses den Zugang zur Ägäis hatte aufgeben müssen. Zar Alexander II. machte Bismarck dafür verantwortlich und glaubte, dass Bismarck sich bei den Verhandlungen nicht neutral verhalten habe; er gab seinem Ärger im sogenannten Ohrfeigenbrief Ausdruck.

### Zweibund
Bismarck schloss im Jahre 1879 mit Österreich-Ungarn den „Zweibund“, das erste von weiteren Bündnissen, die noch folgen sollten. Der Zweibund sah vor, dass bei einem Angriff Russlands auf einen Vertragspartner, der andere mit gesamter Streitmacht zur Hilfe kommen solle, nicht jedoch bei einem Angriff Deutschlands bzw. Österreichs; bei Angriff einer anderen Macht solle zumindest wohlwollende Neutralität geübt werden. Das Verhältnis zwischen Österreich-Ungarn und Russland war aufgrund der Krisen auf dem Balkan und des Panslawismus der sich an Russland orientierenden slawischen Bewohner Österreich-Ungarns gespannt.

### Dreikaiserbund
Als der Zweibund zwischen Deutschland und der Donaumonarchie abgeschlossen war, versuchte Bismarck wieder engere Beziehungen zwischen Berlin und St. Petersburg zu knüpfen. Begünstigt und motiviert war diese Annäherung durch Gortschakows Rückzug aufgrund fortgeschrittenen Alters aus der russischen Außenpolitik im Jahre 1880, als die Leitung der russischen Außenpolitik von Kriegsminister Miljutin und später von de Giers übernommen wurde. Formal war der letzte russische Kanzler noch Außenminister bis März 1882. Bismarck wollte die aus der Krieg-in-Sicht-Krise und dem Berliner Kongress resultierenden Spannungen zwischen Russland und Deutschland abbauen. Der Dreikaiserbund sollte primär den Frieden zwischen den drei Mächten sichern, doch gewann er darüber hinausgehende Bedeutung.
Da der neue russische Zar Alexander III. erkannte, dass der Zweibund seinen Handlungsspielraum einengte und es zweckmäßig sei, sich mit den beiden Mächten zu verständigen, stimmte er einem geheimen Neutralitätsabkommen Russlands mit Deutschland und Österreich-Ungarn zu. In dem im Juni 1881 unterzeichneten Dreikaiserbund wurde vereinbart, dass, falls einer der drei Staaten in einen Krieg mit einer dem Bündnis nicht angehörenden Macht verwickelt werden sollte, die beiden anderen Vertragspartner ihm gegenüber eine wohlwollende Neutralität einzunehmen hatten. Außerdem würden Deutschland und Österreich Großbritannien in einem Krieg gegen Russland nicht unterstützen, umgekehrt hatten Russland und Österreich-Ungarn Deutschland in einem Krieg gegen Frankreich wohlwollende Neutralität zu gewähren. Dies schloss gleichzeitig ein russisch-französisches Bündnis gegen Deutschland und/oder Österreich-Ungarn aus.
Des Weiteren wurde in diesem Vertrag festgehalten, dass Absprachen über künftige machtpolitische Veränderungen auf dem Balkan getroffen werden. Nachdem es im Zuge der Bulgarischen Krise 1885 und dem Eingreifen Österreichs auf Seiten Serbiens ohne Absprache mit Russland zu Missstimmungen zwischen Österreich und Russland gekommen war, zerbrach der Dreikaiserbund 1885/86.

### Dreibund
Italien geriet aufgrund seiner kolonialen Interessen in Libyen in Konflikt mit Frankreich, das starke nordafrikanische Interessen hatte. Die Folge war, dass sich Italien den Zweibundmächten annäherte. Im Jahr 1882 ging Italien mit dem Deutschen Reich und Österreich-Ungarn ein Verteidigungsbündnis gegen Frankreich ein, den sogenannten Dreibund. Ein Jahr später trat Rumänien dem Dreibund bei. Der Dreibund wurde alle fünf Jahre erneuert, bis er sich mit dem Kriegsbeitritt Italiens auf Seiten der Entente auflöste.

### Mittelmeerentente (Orientdreibund)
1887 förderte Bismarck den Abschluss der Mittelmeerentente zwischen Großbritannien, Italien, Spanien und Österreich-Ungarn. Diese sah vor, den Status quo im Mittelmeerraum zu erhalten. Geduldet wurden die britische Expansion in Ägypten und die italienische Expansion in Libyen. Das Deutsche Reich förderte die Entstehung der Mittelmeerentente, um Großbritannien an den Dreibund heranzuführen. Weiterhin sollte das Osmanische Reich vor dem russischen Expansionsstreben geschützt werden.

### Rückversicherungsvertrag
Den Abschluss des Bismarckschen Bündnissystems bildete der Rückversicherungsvertrag. Dieser 1887, d. h. nach dem Zerbrechen des geheimen Dreikaiserbunds in der Bulgarischen Krise 1885/86, abgeschlossene, ebenfalls geheime Vertrag zwischen dem Deutschen Reich und Russland enthielt ein Neutralitätsabkommen für den Fall eines nicht provozierten Angriffs Österreich-Ungarns auf Russland oder Frankreichs auf das Deutsche Reich und erkannte die Interessen Russlands an den türkischen Meerengen und Bulgarien an.
Somit stand der Vertrag eigentlich im Widerspruch zur Mittelmeerentente.

## Nach Bismarcks Entlassung

Zerfall der deutschen Bündnisse nach Bismarcks Entlassung

Mit der Entlassung Bismarcks 1890 zerfiel auch sein Bündnissystem in kurzer Zeit. Im Gegensatz zu dem konservativen „Realpolitiker“ Bismarck führte der junge Kaiser Wilhelm II. eine provokante „Politik der freien Hand“, um Deutschland planmäßig auf die Bühne der Weltpolitik zu führen.
Als 1890 der Rückversicherungsvertrag trotz großen russischen Interesses nicht verlängert wurde, kam es 1894 zu einem russisch-französischen Abkommen, dem Zweiverband. Damit war der „Albtraum“ Bismarcks, der in seiner Amtszeit versucht hatte, diese beiden Mächte auseinanderzuhalten, wahr geworden, und Deutschland drohte ein Zweifrontenkrieg.
Auch das Verhältnis zu Großbritannien verschlechterte sich durch Wilhelms Flottenpolitik immer weiter und führte zu einer britischen Annäherung an den früheren Erzfeind Frankreich, die am 8. April 1904 durch das britisch-französische Bündnis Entente cordiale besiegelt wurde. Nach dem Beitritt Russlands zu diesem Bündnis (Triple Entente) ergab sich eine Isolation des Deutschen Reiches im Machtgefüge der europäischen Großmächte anstelle der durch Bismarck erreichten Isolation Frankreichs.
Ein weiterer Verbündeter des Reichs, Italien, blieb im Ersten Weltkrieg zunächst neutral und wechselte 1915 die Seiten.